# Воинское кладбище № 72 (Ропа)
 Памятник культуры Малопольского воеводства: регистрационный номер А-615 от  16 февраля 1990 года.
Воинское кладбище № 72 —  Ропа (пол. Cmentarz wojenny nr 72 - Ropa) — воинское кладбище, находящееся в окрестностях села Ропа, Горлицкий повят, Малопольское воеводство. Кладбище входит в группу Западногалицийских воинских захоронений времён Первой мировой войны. На кладбище похоронены военнослужащие Австро-Венгерской, Германской и Российской армий, погибшие во время Первой мировой войны в декабре 1914 - марте 1915 года. Памятник Малопольского воеводства.

## История
Кладбище было построено Департаментом воинских захоронений К. и К. военной комендатуры в Кракове в 1915 году по проекту австрийского архитектора Ганса Майра. На кладбище площадью 120 квадратных метра находятся 6 братских и 16 индивидуальных могил, в которых похоронены 31 австрийских и 6 русских солдат.
16 февраля 1990 года некрополь был внесён в реестр памятников Малопольского воеводства (№ А-615).

## Описание
Военный некрополь находится в хорошем состоянии и занимает отдельный квартал на сельском кладбище, от которого оно отделено низкими каменными столбиками.  В центре некрополя располагается высокий деревянный крест.

## Источник
- Oktawian Duda: Cmentarze I wojny światowej w Galicji Zachodniej. Warszawa: Ośrodek Ochrony Zabytkowego Krajobrazu, 1995. ISBN 83-85548-33-5.
- Roman Frodyma Galicyjskie Cmentarze wojenne t. I Beskid Niski i Pogórze (Okręgi I-IV), Oficyna Wydawnicza „Rewasz”, Pruszków 1998.